# Horchata
L’horchata de chufa (orzata di cipero) (in valenciano: orxata de xufa) è una bevanda rinfrescante preparata con acqua, zucchero e con il latte del tubercolo ipogeo che caratterizza le radici di una pianta (il Cyperus esculentus) diffusa nella piana di Valencia e chiamato appunto chufa in spagnolo e cipero o zigolo dolce in italiano.
L'horchata è un latte vegetale ad alto tasso energetico. Ha un elevato contenuto di grassi insaturi, carboidrati e proteine, nonché sali minerali (fosforo, potassio) e vitamine (E e C).  Si serve fresca, a volte gelata o in forma di granita.
La diffusione dell'horchata, bevanda estiva molto diffusa nella Spagna sudorientale, è da ricondursi alla presenza degli Arabi a Valencia (dal secolo VIII al XI).

## Etimologia
Horchata e orxata derivano probabilmente dal catalano ordiata (da ordi, orzo), che a sua volta, analogamente alla parola italiana “orzata”, procede dal latino (hordeata < hordeum, orzo).
Secondo la tradizione popolare, la parola sarebbe nata ai tempi della conquista di Valencia, quando Giacomo I d'Aragona, al momento di entrare in città, si vide offrire un assaggio di questa bevanda da parte di una bella ragazza valenciana. Il sovrano, deliziato da questa bevanda misteriosa, avrebbe risposto “Açò és or, xata” (“questo è oro, ragazza”), da cui il nome. Questa versione, oltre ad essere inverosimile, è anche falsa, perché xata è un castiglianismo che probabilmente era del tutto sconosciuto al catalano del secolo XIII.

## Preparazione
La pianta da cui si ricavano i tubercoli per l'horchata è il Cyperus esculentus (cipero dolce o zigolo dolce), della famiglia delle Cyperaceae. Tale pianta, simile al papiro, cresce diffusamente nella piana di Valencia e viene localmente denominata chufa (xufa in catalano). Nella lingua italiana il tubercolo è noto, tra gli altri, col nome di Babagigi (dall'arabo الحب العزيز al-habb el-'azīz, "seme buono"); in inglese è denominato tiger nut (noce tigre), in francese souchet o amande de terre (mandorla di terra) e in tedesco Erdmandel (mandorla di terra). La pluralità dei nomi volgari riscontrabili nella lingua italiana (tra cui abelasia, cabasisi, bagigi, bacicci, mandorla di terra, zizzola di terra, dolcichino) conferma la circostanza, altrimenti nota, di una passata maggior diffusione tanto della coltivazione della pianta, quanto della consumazione del prodotto, sia pure prevalentemente senza trasformazioni; a tale proposito, da notare il trasferimento, in seguito alla sparizione del Cipero dolce dal mercato, del nome bagigi alle arachidi (rilevabile altresì su confezioni industriali), che rappresentano, nella specifica nicchia, il prodotto che oltre ad avere un medesimo sistema di commercializzazione (per lo più ambulante), è accomunato al Cipero dalla crescita ipogea e si presenta quindi come suo erede o usurpatore privilegiato.
La preparazione dell'horchata inizia con la mondatura del tubercolo e la triturazione. Poi si aggiungono tre litri di acqua per kg di chufas e si lascia il tutto a macerare. La massa semisolida viene poi pressata ripetutamente fino ad ottenere l'estratto finale, cui si aggiungono circa 125 grammi di zucchero per litro. Il tutto viene infine filtrato e sedimentato.

## Zona di origine, distribuzione e qualità
La horchata è un prodotto tipico della Comunità Valenciana. In particolare, il luogo più tipico dove sorseggiare una horchata è la cittadina di Alboraya, situata nei pressi del capoluogo, dove si trova una quantità impressionante di orxateries e addirittura una Avinguda de la orxata (viale dell'horchata).
A tutela della qualità del prodotto e della denominazione di origine è stato istituito un ente apposito nella Comunità Valenciana.
L'horchata è anche entrata nei canali della grande distribuzione ed in Spagna è possibile trovarla in supermercati e centri commerciali. L'horchata industriale contiene non di rado derivati del latte vaccino, che se da un lato facilitano il processo di pastorizzazione, d'altro canto sono un indice di un basso tasso di chufas.